# Rhammatocerus schistocercoides
La langosta llanera (Rhammatocerus schistocercoides) es una especie de insecto ortóptero de la familia Acrididae, que vive en Sudamérica, que como otros de su familia, destruyen los campos y pastizales.

## Características
Mide unos 4cm. Es de un color pálido. Habita en sabanas y tierras de pastoreo.

## Distribución
Vive en Brasil, Colombia y Venezuela. En los llanos de estos últimos países a menudo se ven grandes nubes de estos insectos.

## Plagas
Este insecto, como otras langostas, ha causado severos daños en los cultivos de caña de azúcar, arroz, y otros cereales con sus migraciones, devorando más de 100 000 toneladas en un solo día. En Colombia su plaga solo es conocida en los departamentos de Arauca, Casanare, Meta y Vichada. En Venezuela sus enjambres se conocen desde los tiempos de la Colonia. En Brasil solo se conocen en pequeñas regiones cercanas. Es considerada como especie invasora.

### En Colombia
Departamentos de la región orinoquia. La última migración en el país fue en 1954, aunque se conoció un pequeño pero devastador enjambre en 1994.

### En Venezuela
Se conoce desde los tiempos de la Colonia desde siempre. En casi todos los estados donde pasa el río orinoco se conocen grandes nubes migratorias recorriendo más de 500 000 kilómetros.

### En Brasil
En Brasil su plaga se conoce en muchos sectores. Pero la mayor concentración se encuentra en el centro (Mato Grosso, Rondonia) y cerca de la frontera con Venezuela y Colombia.

## Lucha contra su plaga
Para el control de la langosta llanera se pueden utilizar hongos entomopatógenos los cuales realizan una degradación de la cutícula del insecto por medio de enzimas especializadas. La muerte es ocasionada por la liberación de toxinas en la hemolinfa del insecto y por la colonización de éste por parte del hongo.